# Strada nazionale 5 (Paraguay)
La strada nazionale PY05 "Generale Bernardino Caballero" (in spagnolo: Ruta Nacional PY05 "General Bernardino Caballero") è una strada statale paraguaiana che unisce la regione orientale del paese con il Chaco Boreal.
L'importanza dell'arteria è accentuata dal fatto che unisce le due più importanti città del nord del Paraguay, Concepción e Pedro Juan Caballero, quest'ultima situata alla frontiera con il Brasile.